# Opération Radetzky
L’opération Radetzky est le nom de code d'un groupe d'adversaires autrichiens au régime nazi dont l'objectif était une reddition sans opposition de la ville de Vienne à l'approche de l'Armée rouge, ceci à la fin de la Seconde Guerre mondiale durant les premiers jours du mois d'avril 1945. Le nom choisi est un hommage au commandant en chef de l'armée autrichienne du XIXe siècle, Joseph Radetzky.

## Préparatifs
Après que l'Armée Rouge, venant de la région entre le lac Balaton et le Danube en Hongrie, a franchi le 29 mars 1945 la frontière à Klostermarienberg (de) dans le Burgenland, les troupes atteignent le 6 avril les environs de Vienne.
Adolf Hitler déclare la ville « région à défendre » („Verteidigungsbereich“) : le combat doit être mené par tous les moyens jusqu'à la fin sans tenir compte des pertes en vies humaines et bâtiments. Avant que la ville ne tombe dans les mains de l'ennemi, tout doit être détruit. Les gares, trains, ponts, postes d'aiguillage, citernes d'essence, installations gazières et électriques, équipements techniques et réserves alimentaires sont en partie déjà chargés d'explosifs en prévision de leur destruction.
Pour éviter cela, un groupe de résistants au nazisme, soldats autrichiens de la Wehrmacht, prend contact avec le commandement des troupes soviétiques qui s'approchent. Leur chef en est le Major Carl Szokoll qui à Vienne était en contact avec ceux qui avaient préparé l’attentat du 20 juillet 1944 contre Hitler. Il avait déjà commencé à collaborer avec le groupe de résistance O5 et avait constitué un groupe d'officiers au sein du Wehrkreiskommandos XVII, prêts à agir contre le régime.

## Déroulement
Le 2 avril 1945, le sergent-major chef Ferdinand Käs (de) et l’Obergefreiter Johann Reif (de) parviennent à prendre contact avec la 3e armée du front d'Ukraine dirigée par Fiodor Tolboukhine à Hochwolkersdorf. Le commandement de l'armée est intéressé par les plans de défense de Vienne : des informations sur la répartition des troupes allemandes dans Vienne sont transmises afin de percer la défense et donc d'ouvrir Vienne aux Soviétiques. Vienne devrait être attaquée par l'ouest car les défenses y sont moindres, les Soviétiques venant de l’est. Il est également convenu d'épargner la population civile autant que possible. Après le début de l'attaque soviétique, le lendemain, des fusées éclairantes doivent également signaler le début d'une résistance active à l'intérieur de la ville.
Peu de temps après, le 4 avril, Käs et Reif sont de retour à Vienne.
Dans la nuit du 5 au 6 avril 1945, lorsque les membres du groupe veulent prendre la maîtrise de l'émetteur radio sur les hauteurs du Bisamberg, au nord de la ville, un officier les remarque : Radetzky doit être arrêtée. Le plan est découvert. Le capitaine Alfred Huth, le lieutenant Rudolf Raschke et le Major Karl Biedermann, chargé des ponts de la ville, sont arrêtés et condamnés par une cour martiale composée de SS puis pendus le 8 avril à des lampadaires du quartier de Floridsdorf. Szokoll est averti, évite l'arrestation et fuit vers le poste de commandement soviétique de la 9e armée de la Garde à Purkersdorf : il informe les Soviétiques de l'échec de l'opération.
L'opération Radetzky a réussi en partie : la destruction systématique de la ville n'a pas eu lieu et l'attaque par l'ouest a facilité la prise de la ville. Néanmoins, les combats ont été rudes du 6 au 13 avril et ont entraîné la mort de dix-neuf mille Allemands et dix-huit mille Soviétiques.

## Commémoration
En 1964, une plaque rappelle les trois pendaisons dans le quartier de Floridsdorf puis trois voies portent les noms d'Alfred Huth, Rudolf Raschke et Karl Biedermann. En 1967, la caserne « empereur François-Joseph Ier » dans le quartier de Penzing a été renommée « caserne Karl-Biedermann ».